# هامون صبري (بحيرة)
هامون صبري هو اسم بحيرة تقع على حدود أفغانستان وإيران، وهي أحد الأراضي الرطبة التي تتكوّن منها بحيرة هامون، يغذي هذه البحيرة نهر فراه، وترتفع عن مستوى المياه المفتوحة 450 متراً. أقصى طول لها 55 كيلومتراً، ومتوسط عرضها 18 كيلومتراً، ومساحتها حوالي 1000 كيلومتر مربع.
ولهمون ثلاثة أقسام: هامون صبري، وهامون بوزاك، وهامون هيرماند. بشكل عام، يتراوح متوسط عمق الأراضي الرطبة في بحيرة هامون بين 1 و5 أمتار.